# 賦形劑
賦形劑（英語：excipient）為藥物中附著於有效成分的天然或合成物質:1，主要在於提升藥物中有效成分的作用（所以又稱為增量劑、稀釋劑等），或在藥物最終劑型中促進溶解、吸收以增強有效成分的發揮。賦形劑在藥物製作過程中，使用粉末或非黏性物質來處理有效成分，並能維持藥物於有效期限內不會在體外產生變性。賦形劑的選擇，取決於給藥途徑、劑型、有效成分等其它因素。

## 外部連結
- 维基共享资源上的相關多媒體資源：賦形劑